# メル・ロハス・ジュニア
メルキアデス・ロハス・ジュニア（Melquíades "Mel" Rojas Jr., 1990年5月24日 - ）は、アメリカ合衆国インディアナ州インディアナポリス出身のプロ野球選手（外野手）。
実父は、モントリオール・エクスポズなどに在籍していた元メジャーリーグ投手のメル・ロハス。また、大叔父にフェリペ・アルー（元メジャーリーグ監督）、マティ・アルー、ヘスス・アルーなどがいる野球一家である。

## 経歴

### プロ入り前
インディアナポリス出身。幼少期は野球とバスケットボールの両方をプレーしていた。

### プロ入りとパイレーツ傘下時代
2010年のMLBドラフト3巡目（全体84位）でピッツバーグ・パイレーツから指名され、プロ入り。
2014年7月にAAA級インディアナポリス・インディアンスに昇格した。
2015年はメジャーのスプリングトレーニングに招待選手として参加した。

### ブレーブス傘下時代
2016年5月9日に金銭トレードで、アトランタ・ブレーブスへ移籍した。傘下のAA級ミシシッピ・ブレーブスを経て、AAA級グウィネット・ブレーブスに所属する。この年は移籍前を含めた3球団合計で111試合に出場して打率.253、12本塁打、46打点、12盗塁を記録した。
2017年シーズン開幕前の3月に開催された第4回ワールド・ベースボール・クラシック(WBC)のドミニカ共和国代表に選出された。

### 第一次KT時代
2017年6月12日にKBOリーグのKTウィズと40万ドルで契約。登録名は로하스（ロハス）。シーズン途中加入ながら打率.301、18本塁打、56打点という成績を残した。オフにKTと100万ドルで再契約を結んだ。
2018年はKTの球団記録を更新する43本塁打を記録した。オフに MLB挑戦を模索したものの結局160万ドルでKTと再契約をした。
2019年はゴールデングラブ賞を外野手部門で受賞する活躍を見せた。オフにKTと再契約を結んだ。また、第2回WBSCプレミア12のドミニカ共和国代表に参加予定だったが、パスポートの関係で参加できなかった。
2020年はKTで打率.349、47本塁打、135打点を記録し、自身初の個人タイトルである本塁打王と打点王、そして、シーズンMVP、ゴールデングラブ賞などを受賞した。

### 阪神時代
2020年12月25日、NPBの阪神タイガースとの契約に合意した。背番号は24。登録名はロハス・ジュニアで、スコアボード表記はロハスJr.となる。2年契約で推定年俸250万ドル。
2021年4月4日に来日し、2週間の隔離期間を経て4月20日に二軍に合流。二軍での調整を経て5月8日に一軍に昇格したが、初出場の同日の対横浜DeNAベイスターズ戦（横浜スタジアム）から15日の対読売ジャイアンツ戦（東京ドーム）まで20打席連続無安打となり、前年にジャスティン・ボーアが記録した球団外国人野手のワースト記録を更新した。5月18日の対東京ヤクルトスワローズ戦（阪神甲子園球場）にてサイ・スニードから来日初安打となる本塁打を打ち、記録は21でストップした。しかし、その後も一軍での打率は1割にも満たず、ほどなくして二軍落ちする。7月2日に一軍に再昇格するが、再昇格後も16打数3安打にとどまり7月13日に再度二軍落ちした。東京オリンピック明けの後半戦開幕後は、一時帰国しチーム再合流が遅れたジェフリー・マルテに代わって一軍に昇格。8月28日の対中日ドラゴンズ戦（バンテリンドーム ナゴヤ）では来日初となる猛打賞を記録するなど復調を見せ、最終的に8月度の成績を打率.281、4本塁打とするなど持ち直した。後半戦の成績は、打率261、7本塁打だった。シーズン通算では、打率.217、8本塁打、21打点を記録した。
2022年は1月23日に入国すると、隔離期間を経て一軍キャンプに合流。そのまま一軍で開幕を迎えるも、オープン戦の成績が芳しくなかったため開幕スタメン入りは逃した。30日の対広島東洋カープ戦（MAZDA Zoom-Zoom スタジアム広島）で同シーズン初スタメンに抜擢され、左中間へ1号ソロホームランを放った。その後も度々先発起用されたものの振るわず、怪我から復帰したマルテと入れ替わるような形で5月12日に一軍登録を抹消された。しかし程なくしてマルテが再度怪我で離脱し抹消、ファームで結果を残していたロハスが再び入れ替わるように登録された。その後も一軍帯同こそ続いたものの浮上のきっかけは見えず、打率は2割を割り込むことになった。怪我の多いマルテと結果の出ないロハスを憂いた球団は、シーズン途中で新外国人としてアデルリン・ロドリゲスを獲得。その後ロドリゲスは一軍に昇格し、ロハスは外国人枠の兼ね合いからアーロン・ウィルカーソンと入れ替わる形で8月4日にまたしても登録を抹消された。ところが、翌5日に大山悠輔の新型コロナウイルス感染が判明。長打力のあるバッターの離脱を余儀なくされた阪神は「特例2022」に基づきロハスを再登録した（ウィルカーソンは前日の対巨人戦で不調を露呈し抹消）。同日の対広島戦（マツダ）に「7番・左翼手」として先発起用されると、決勝打となる5号ツーランホームランを放ち勝利に貢献した。7日の対広島戦では、6番に座るロドリゲスと2者連続となる6号同点ソロホームランを放った。16日の対ヤクルト戦（明治神宮野球場）では、不振の佐藤輝明に代わって入団以来初となる4番に座った。18日の対ヤクルト戦（神宮）では先制となる8号スリーランホームランを放ち、チームの9連敗阻止に大きく貢献した。10月28日に翌年の契約を結ばないことが発表された。12月2日に自由契約公示された。

### メキシカンリーグ時代
オフシーズンはドミニカウインターリーグのティグレス・デル・リセイに所属し、チームの優勝を決めるサヨナラタイムリーを打ち、見事MVPに輝いた。その後、メキシカンリーグに移籍したことを発表。
2023年3月6日、ティフアナ・ブルズと契約したことが判明した。同シーズンはティフアナの後、モンクローバ・スティーラーズ、オアハカ・ウォーリアーズと渡り歩いた。

### 第二次KT時代
2023年12月7日、2024年からのKTウィズへの復帰が発表された。
2025年7月3日、キウム・ヒーローズ戦で韓国通算175本目の本塁打を記録、タイロン・ウッズを抜いてKBOリーグの外国人選手の個人通算本塁打記録を更新した。しかし、1ヶ月後の8月2日にチームがアンドリュー・スティーブンソンと契約したことにより、ウェーバー公示された。

## 人物
2021年8月27日の対広島東洋カープ戦（MAZDA Zoom-Zoom スタジアム広島）で本塁打を放った際、選手談話にて娘が生まれたことを明かした。
グレゴリー・ポランコと交友があり、2022年のシーズンイン前には米国で共同自主トレーニングを行ったことを明かした。

## 詳細情報

### 年度別打撃成績
| 年 度    | 球 団    | 試 合 | 打 席 | 打 数 | 得 点 | 安 打 | 二 塁 打 | 三 塁 打 | 本 塁 打 | 塁 打 | 打 点 | 盗 塁 | 盗 塁 死 | 犠 打 | 犠 飛 | 四 球 | 敬 遠 | 死 球 | 三 振 | 併 殺 打 | 打 率 | 出 塁 率 | 長 打 率 | O P S |
| -------- | -------- | ----- | ----- | ----- | ----- | ----- | -------- | -------- | -------- | ----- | ----- | ----- | -------- | ----- | ----- | ----- | ----- | ----- | ----- | -------- | ----- | -------- | -------- | ----- |
| 2017     | KT       | 83    | 367   | 336   | 52    | 101   | 27       | 3        | 18       | 188   | 56    | 5     | 8        | 0     | 3     | 23    | 0     | 5     | 81    | 6        | .301  | .350     | .560     | .911  |
| 2018     | KT       | 144   | 645   | 564   | 114   | 172   | 30       | 1        | 43       | 333   | 114   | 18    | 13       | 1     | 2     | 71    | 4     | 7     | 142   | 10       | .305  | .388     | .590     | .978  |
| 2019     | KT       | 142   | 578   | 521   | 68    | 168   | 30       | 3        | 24       | 276   | 104   | 4     | 4        | 0     | 5     | 49    | 5     | 3     | 120   | 4        | .322  | .381     | .530     | .911  |
| 2020     | KT       | 142   | 628   | 550   | 116   | 192   | 39       | 1        | 47       | 374   | 135   | 0     | 1        | 0     | 8     | 65    | 5     | 5     | 132   | 11       | .349  | .417     | .680     | 1.097 |
| 2021     | 阪神     | 60    | 206   | 189   | 18    | 41    | 7        | 0        | 8        | 72    | 21    | 1     | 3        | 0     | 0     | 15    | 0     | 2     | 58    | 3        | .217  | .282     | .381     | .663  |
| 2022     | 阪神     | 89    | 211   | 183   | 19    | 41    | 7        | 0        | 9        | 75    | 27    | 0     | 0        | 0     | 1     | 22    | 1     | 5     | 53    | 4        | .224  | .322     | .410     | .732  |
| 2024     | KT       | 144   | 670   | 572   | 108   | 188   | 39       | 1        | 32       | 325   | 112   | 2     | 1        | 0     | 4     | 88    | 9     | 6     | 115   | 10       | .329  | .421     | .568     | .989  |
| KBO：5年 | KBO：5年 | 655   | 2888  | 2543  | 458   | 821   | 165      | 9        | 164      | 1496  | 521   | 29    | 27       | 0     | 22    | 296   | 23    | 26    | 590   | 41       | .323  | .396     | .588     | .984  |
| NPB：2年 | NPB：2年 | 149   | 417   | 372   | 37    | 82    | 14       | 0        | 17       | 147   | 48    | 1     | 3        | 0     | 1     | 37    | 1     | 7     | 111   | 7        | .220  | .302     | .395     | .697  |

- 2024年度シーズン終了時
- 各年度の太字はリーグ最高

### 記録
NPB初記録
- 初出場・初先発出場：2021年5月8日、対横浜DeNAベイスターズ8回戦（横浜スタジアム）、6番・右翼で先発出場
- 初打席：同上、2回表にフェルナンド・ロメロから二ゴロ併殺打
- 初打点：2021年5月11日、対中日ドラゴンズ7回戦（阪神甲子園球場）、4回裏に小笠原慎之介からの二ゴロの間に記録
- 初安打・初本塁打：2021年5月18日、対東京ヤクルトスワローズ8回戦（阪神甲子園球場）、5回裏にサイスニードから中越ソロ
- 初盗塁：2021年8月28日、対広島東洋カープ15回戦（MAZDA Zoom-Zoom スタジアム広島）、1回表に二盗（投手：野村祐輔、捕手：坂倉将吾）

### タイトル
KBO
- 本塁打王：1回（2020年）
- 打点王（朝鮮語版）：1回（2020年）

### 表彰
KBO
- ゴールデングラブ賞：3回（2019年、2020年、2024年）
- シーズンMVP：1回（2020年）

### 背番号
- 48（2017年WBC）
- 24（2017年 - 2022年）
- 3（2024年 - 2025年）

### 登場曲
- 「BURBERRY」Myke Towers（英語版） Ft. Ñengo Flow（英語版）（2021年）
- 「Como David (feat.Natan（英語版）)」El Philippe（2021年）
- 「Way 2 Sexy（feat. Future & Young Thug）」Drake（2021年）
- 「Llego El Real Remix (En Vivo)」Omega & Ozuna（2021年）
- 「Praise God」Kanye West（2022年）

### 代表歴
- 2017 ワールド・ベースボール・クラシック・ドミニカ共和国代表